# Manoir de Guélambert
Le manoir de Guélambert est situé à Trégueux en France.

## Localisation
Le manoir est situé sur la commune de Trégueux dans le département des Côtes-d'Armor, dans la région Bretagne.

## Description
Le manoir est composé d'une tour cylindrique pour l'escalier. Un pan coupé à trompe, avait une ouverture de surveillance sur l'angle échancré, actuellement bouchée. Un four à pain reste conservé sur le petit côté. La façade sur cour s'ouvre d'une porte circulaire.

## Historique
Il est inscrit partiellement au titre des monuments historiques par arrêté du 16 juin 1964.

## Protection
Éléments protégés : les façades et les toitures.